# Henri Vernes

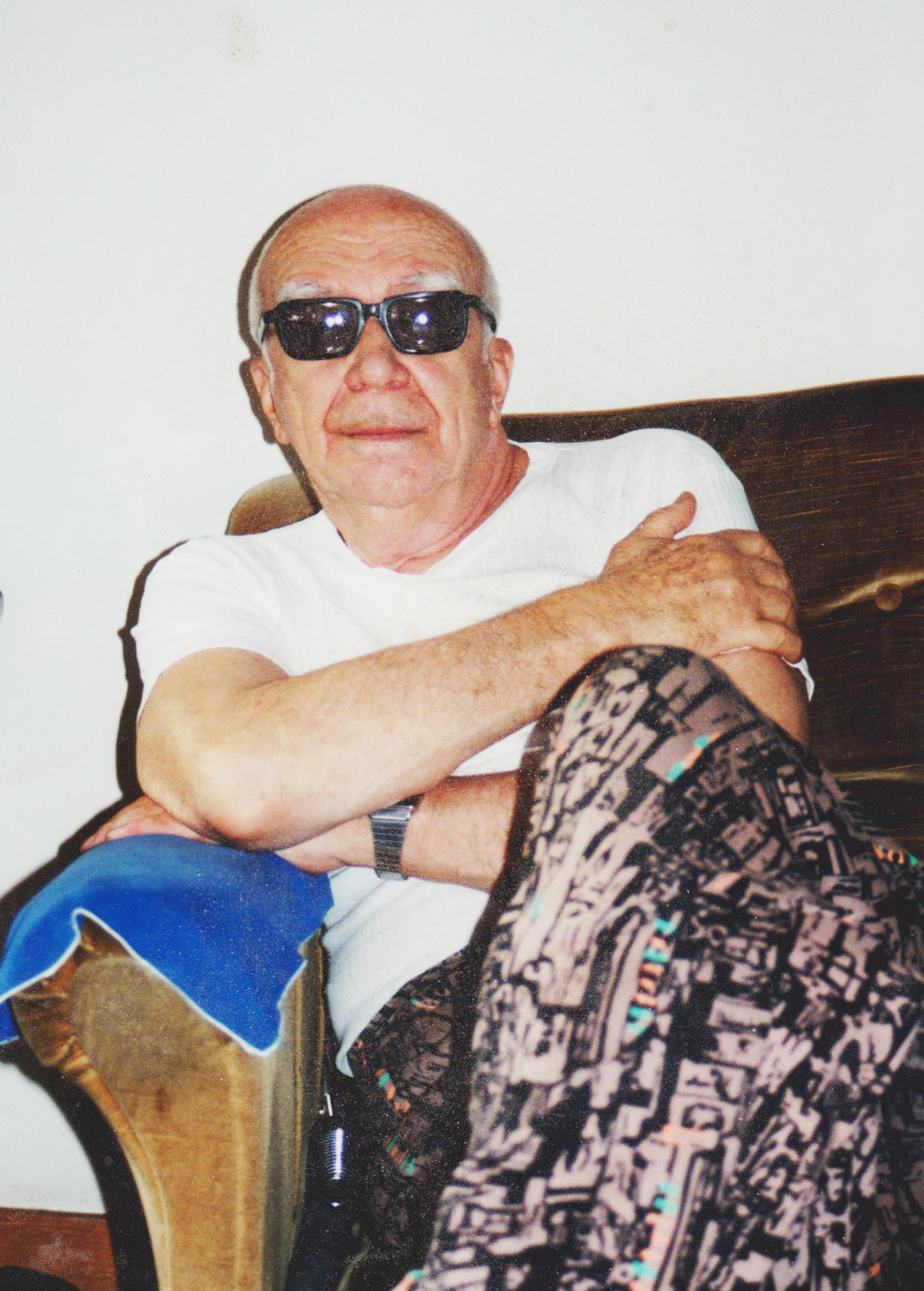
Henri Vernes

Charles-Henri Dewisme alias Henri Vernes (* 16. Oktober 1918 in Ath; † 25. Juli 2021) war ein belgischer Schriftsteller und Comicautor.

## Werdegang
Nach Abbruch seines Studiums ging Charles-Henri Dewisme für kurze Zeit nach China. Nach seiner Rückkehr betätigte er sich im schriftstellerischen Bereich und konnte 1944 seinen ersten Roman herausgeben. Nach dem Krieg arbeitete er als freier Journalist im französischsprachigen Raum.
Auf Anfrage von Jean-Jacques Schellens, dem Verleger von Marabout, schuf er 1953 unter seinem Künstlernamen Henri Vernes die Romanfigur Bob Morane, dessen Abenteuer zwischen 1953 und 2012 in insgesamt 230 Romanen erzählt wurden. In der belgischen Frauenzeitschrift Femmes d’Aujourd’hui kam es zu einer mehrjährigen Zusammenarbeit mit dem Zeichner Dino Attanasio, und 1959 wurden die Geschichten erstmals in Comicform adaptiert. 

## Werke
- A l’assaut de l’Everest[4] (1954–1955)
- Fawcett, le naufragé de la forêt vierge[5] (1956–1957)
- Sir Francis Drake, l’aigle des mers[6] (1957–1958)
- Bob Morane (1959–2012)
- Karga (1976)